# Ariston (Toreut)
Ariston (altgriechisch Ἀρίστων) war ein antiker griechischer Erzbildner und Toreut (Metallarbeiter) aus Mytilene, der wahrscheinlich im 3. Jahrhundert v. Chr. tätig war.
Ariston ist heute einzig noch durch literarische Überlieferung bei Plinius dem Älteren in dessen Naturalis historia bekannt. Während seine Werke als Erzgießer nur von mittelmäßiger Qualität gewesen sein sollen, sollen seine in Silber gefertigten Treibarbeiten von überaus großer Qualität gewesen sein. Es ist möglich, dass er mit dem Erzbildner gleichen Namens identisch ist, von dessen Werken eine Basis in Korinth erhalten ist. Im zweiten Band des Allgemeinen Lexikons der Bildenden Künstler von der Antike bis zur Gegenwart wird er einmal mit diesem und zudem mit einem attischen Bildhauer gleich gesetzt.

## Einzelbelege
1. ↑  Plinius, Naturalis historia 34,85.
2. ↑  Plinius, Naturalis historia 33,156; 34,85.
3. ↑  Walter Amelung: Ariston II und III. In: Ulrich Thieme, Felix Becker (Hrsg.): Allgemeines Lexikon der Bildenden Künstler von der Antike bis zur Gegenwart. Begründet von Ulrich Thieme und Felix Becker. Band 2: Antonio da Monza–Bassan. Wilhelm Engelmann, Leipzig 1908, S. 106 (Textarchiv – Internet Archive).

| Personendaten    | Personendaten                                      |
| ---------------- | -------------------------------------------------- |
| NAME             | Ariston                                            |
| ALTERNATIVNAMEN  | Ἀρίστων (altgriechisch)                            |
| KURZBESCHREIBUNG | antiker griechischer Toreut                        |
| GEBURTSDATUM     | 4. Jahrhundert v. Chr. oder 3. Jahrhundert v. Chr. |
| STERBEDATUM      | 3. Jahrhundert v. Chr. oder 2. Jahrhundert v. Chr. |